# Semicossyphus darwini
Semicossyphus darwini es una especie de peces de la familia Labridae. En el Perú y en Chile se le conoce como pejeperro o Vieja.

## Morfología
Los machos se caracterizan por ser de color negro y tener una manzana amarilla al costado de la aleta pectoral y las hembras por ser de un color rojizo. Pueden llegar alcanzar los 89 cm de longitud total y los 11 kg de peso.

## Distribución geográfica
Se encuentra en Ecuador, Perú y Chile, incluyendo las Islas Galápagos.